# Mount Desert
Mount Desert – miasto w Stanach Zjednoczonych, w stanie Maine, w hrabstwie Hancock.